# 约翰·史密斯 (1899年)
约翰·史密斯（英語：John Smith，1899年3月3日—1973年9月29日），加拿大男子赛艇运动员。他曾代表加拿大参加1924年夏季奥林匹克运动会赛艇比赛，获得男子八人单桨有舵手银牌。